# Бертран Траоре
Бертра́н Ісідо́р Траоре́ (фр. Bertrand Traoré, нар. 6 вересня 1995, Бобо-Діуласо) — буркінійський футболіст, нападник амстердамського «Аякса» та національної збірної Буркіна-Фасо.

## Клубна кар'єра

### Ранні роки
Народився у футбольній родині. Його батько Феу Ісай грав в місцевому футбольному клубі «Бобо» і представляв країну на міжнародному рівні. Бертран є молодшим з чотирьох дітей. Його другий за старшинством брат Ален, так само є професійним футболістом і виступає за збірну Буркіна-Фасо.

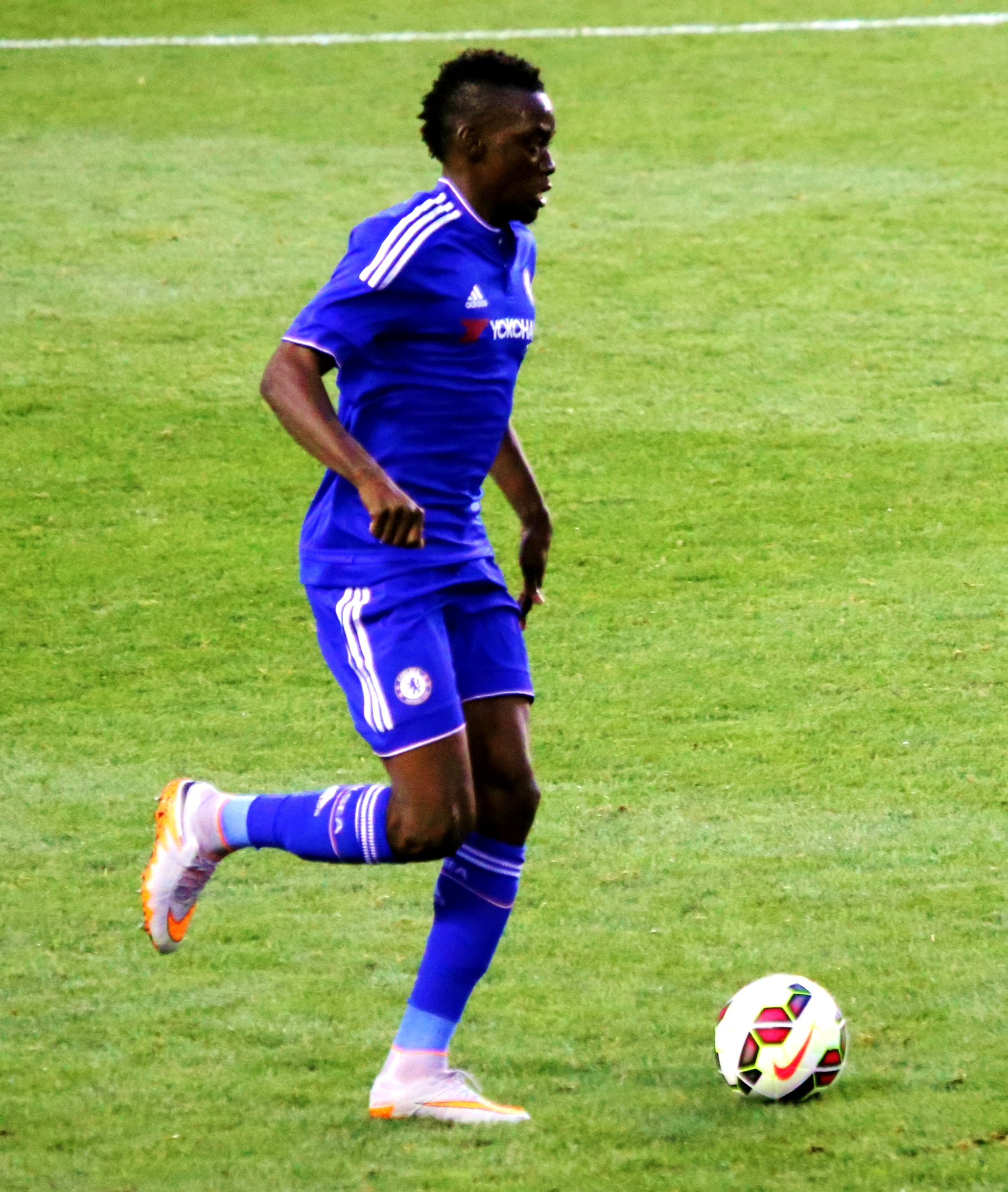
Бертран Траоре під час виступів за «Челсі». 2015 рік

Траоре почав юнацьку кар'єру футболіста в місцевому футбольному клубі «Бобо». З 2009 року він перейшов в академію французького «Осера». У серпні 2010 року повідомлялося, що Траоре приєднається до футбольної Академії «Челсі» при цьому відкинувши пропозицію «Манчестер Юнайтед». Тим не менш, в січні 2011 року, Траоре ще не був підписаний клубом, а в січні 2012 року в клубі підтвердили, що Траоре не був ніколи гравцем «Челсі», хоча з'явився один раз у складі молодіжної команди в товариському матчі в рамках шеститижневих передсезонних канікул. 17 липня 2013 року, Траоре, дебютував як «гість» у складі «Челсі», в передсезонному товариському матчі проти «Всіх зірок Сінгха», в рамках передсезонного азійського турне. Чотири дні потому, 21 липня 2013 року він забив свій перший гол за «Челсі» проти «Всіх зірок Малайзії». У тому ж матчі він віддав гольовий пас на Ромелу Лукаку, який забив третій гол у матчі. За словами головного тренера Жозе Моурінью, Траоре буде офіційно підписаний у вересні на його 18-річчя. 25 липня 2013 року, Бертран забив гол у ворота «Всіх зірок Індонезії», ударом з лівої ноги у верхній кут воріт.
31 жовтня 2013 року Траоре уклав контракт з клубом на чотири з половиною роки, трансфер офіційно відбувся 1 січня 2014 року.

### «Вітесс»
Під час зимового трансферного вікна 2 січня 2014 року Бертран був відправлений в оренду в нідерландський «Вітесс» до кінця сезону. 26 січня він дебютував, вийшовши на в 67-й хвилині замість іншого орендованого в «Челсі» гравця Лукаса Піазона. 29 березня 2014 року Траоре забив свій перший гол за «Вітесс» проти «Геренвена». Траоре вийшов на заміну замість Майка Хавернакра у перерві і на 67-й хвилині забив другий гол «Вітесса» в матчі. 6 квітня 2014 року Траоре забив свій другий гол у сезоні в домашньому матчі проти «Аякса», який завершився внічию 1:1. 12 квітня 2014 року Траоре забив третій гол за «Вітесс» в чемпіонаті у ворота «Камбюра», хоча «Вітесс» зрештою програв 4:3. 7 липня 2014 року було підтверджено, що Траоре залишиться в «Вітессі» в оренді і на сезон 2014/15. У другому сезоні забив 13 м'ячів у 29 матчах чемпіонату і допоміг команді вийти до єврокубків.

### «Челсі»
22 червня 2015 року Траоре отримав дозвіл на роботу в Англії і незабаром був заявлений за «Челсі» на сезон 2015/16. Він отримав 14 номер, який до цього належав Андре Шюррле. 16 вересня 2015 року дебютував за «Челсі», вийшовши на заміну на 77-ій хвилині заміни Рубена Лофтус-Чіка в першому матчі групового раунду Ліги чемпіонів проти «Маккабі» з Тель-Авіва (4:0). 5 грудня дебютував у Прем'єр-лізі, вийшовши на заміну в матчі 15-го туру проти «Борнмута» (0:1), провів на полі 7 хвилин.
31 січня 2016 року забив перший гол за «Челсі», на 62-й хвилині матчу 4-го раунду Кубку Англії вразивши ворота «Мілтон Кінс Донс» (5:1). 13 лютого відзначився першим голом у Прем'єр-лізі в матчі 26-го туру проти «Ньюкасл Юнайтед» (5:1), ставши першим буркінійцем, який забив гол у Прем'єр-лізі. Всього за сезон провів 10 матчів в чемпіонаті і забив 2 голи.
В серпні 2016 року був відданий в оренду в амстердамський «Аякс», у складі якого провів наступний рік своєї кар'єри гравця.  Більшість часу, проведеного у складі «Аякса», був основним гравцем команди. У складі «Аякса» був одним з головних бомбардирів команди, маючи середню результативність на рівні 0,38 голу за гру першості.

### «Ліон»
До складу клубу «Ліон» приєднався 2017 року. Станом на 20 вересня 2019 року відіграв за команду з Ліона 80 матчів у національному чемпіонаті.

## Виступи за збірні
2009 року дебютував у складі юнацької збірної Буркіна-Фасо до 17 років. Того ж року Траоре взяв участь у чемпіонаті світу серед юнацьких команд 2009 року, де його команда дійшла до 1/8 фіналу, програвши збірній Іспанії 1:4. 2011 року виграв чемпіонат Африки серед юнаків до 17 років, де у фіналі була переможена, «господарка турніру», збірна Руанди, з рахунком 2:1.
3 вересня 2011 року, Траоре, був викликаний у основну збірну, на товариський матч проти збірної Екваторіальної Гвінеї, в якому і дебютував за збірну у 15 років.
На початку 2012 року Бертран Траоре, був викликаний до збірної Буркіна-Фасо в числі групи гравців на фінальні матчі Кубка африканських націй 2012 року у Габоні та Екваторіальній Гвінеї, ставши одним з наймолодших гравців турніру. На континентальній першості зіграв в одній грі, 31 січня 2012 року, проти збірної Судану, вийшовши на заміну на 65-й хвилині останнього матчу групового етапу замість Нарсісса Ямеого. Матч закінчився поразкою з рахунком 2:1 і Буркіна-Фасо не здобувши жодного очка в групі покинула турнір.
14 серпня 2013 року забив перший гол за збірну у товариській грі проти Марокко (2:1).
У складі збірної був учасником Кубка африканських націй 2015 року в Екваторіальній Гвінеї, де зіграв в усіх трьох матчах, проте збірна знову не подолала груповий етап. Через два роки був включений в заявку збірної на африканський чемпіонат.
Наразі провів у формі головної команди країни 78 матчів, забивши 20 голів.
| Дата       | Місто         | Господарі            | Результат          | Гості                | Турнір                                             | Голи | Примітки |
| ---------- | ------------- | -------------------- | ------------------ | -------------------- | -------------------------------------------------- | ---- | -------- |
| 9-2-2011   | Обідуш        | Буркіна-Фасо         | 0 – 1              | Кабо-Верде           | товариський матч                                   | -    |          |
| 3-9-2011   | Уагадугу      | Буркіна-Фасо         | 1 – 0              | Екваторіальна Гвінея | товариський матч                                   | -    | 65'      |
| 8-10-2011  | Бакау         | Гамбія               | 1 – 1              | Буркіна-Фасо         | Відбір до Кубка африканських націй 2012 - 1-й етап | -    | 66'      |
| 9-1-2012   | Бітам         | Габон                | 1 – 1              | Буркіна-Фасо         | товариський матч                                   | -    | 60'      |
| 30-1-2012  | Бата          | Судан                | 2 – 1              | Буркіна-Фасо         | Кубок африканських націй 2012 - 1-й етап           | -    | 68'      |
| 29-2-2012  | Марракеш      | Марокко              | 2 – 0              | Буркіна-Фасо         | товариський матч                                   | -    | 78'      |
| 2-6-2013   | Уагадугу      | Алжир                | 2 – 0              | Буркіна-Фасо         | товариський матч                                   | -    | 46'      |
| 9-6-2013   | Ніамей        | Нігер                | 0 – 1              | Буркіна-Фасо         | Відбір до ЧС 2014                                  | -    | 72'      |
| 14-8-2013  | Рабат         | Марокко              | 1 – 2              | Буркіна-Фасо         | товариський матч                                   | 1    |          |
| 12-10-2013 | Уагадугу      | Буркіна-Фасо         | 3 – 2              | Алжир                | Відбір до ЧС 2014                                  | -    | 78'      |
| 19-11-2013 | Бліда         | Алжир                | 1 – 0              | Буркіна-Фасо         | Відбір до ЧС 2014                                  | -    | 64'      |
| 5-3-2014   | Мартіг        | Буркіна-Фасо         | 1 – 1              | Коморські Острови    | товариський матч                                   | -    |          |
| 22-5-2014  | Уагадугу      | Буркіна-Фасо         | 1 – 1              | Сенегал              | товариський матч                                   | -    |          |
| 6-9-2014   | Уагадугу      | Буркіна-Фасо         | 2 – 0              | Лесото               | Відбір до Кубка африканських націй 2015            | -    | 41'      |
| 11-10-2014 | Лібревіль     | Габон                | 2 – 0              | Буркіна-Фасо         | Відбір до Кубка африканських націй 2015            | -    | 75'      |
| 15-10-2014 | Уагадугу      | Буркіна-Фасо         | 1 – 1              | Габон                | Відбір до Кубка африканських націй 2015            | -    | 78'      |
| 19-11-2014 | Уагадугу      | Буркіна-Фасо         | 1 – 1              | Ангола               | Відбір до Кубка африканських націй 2015            | -    |          |
| 10-1-2015  | Мбомбела      | Буркіна-Фасо         | 5 – 1              | Есватіні             | товариський матч                                   | 1    | 78'      |
| 13-1-2015  | Мбомбела      | Буркіна-Фасо         | 2 – 0              | Ботсвана             | товариський матч                                   | -    | 80' 20'  |
| 17-1-2015  | Бата          | Буркіна-Фасо         | 0 – 2              | Габон                | Кубок африканських націй 2015 - 1-й етап           | -    |          |
| 21-1-2015  | Бата          | Екваторіальна Гвінея | 0 – 0              | Буркіна-Фасо         | Кубок африканських націй 2015 - 1-й етап           | -    |          |
| 25-1-2015  | Ебебіїн       | ДР Конго             | 2 – 1              | Буркіна-Фасо         | Кубок африканських націй 2015 - 1-й етап           | -    | 58'      |
| 6-6-2015   | Коломб        | Буркіна-Фасо         | 2 – 3              | Камерун              | товариський матч                                   | -    |          |
| 13-6-2015  | Уагадугу      | Буркіна-Фасо         | 2 – 0              | Коморські Острови    | Відбір до Кубка африканських націй 2017            | -    |          |
| 9-10-2015  | Труа          | Буркіна-Фасо         | 1 – 4              | Малі                 | товариський матч                                   | -    | 46'      |
| 12-11-2015 | Котону        | Бенін                | 2 – 1              | Буркіна-Фасо         | Відбір до ЧС 2018                                  | -    |          |
| 17-11-2015 | Уагадугу      | Буркіна-Фасо         | 2 – 0              | Бенін                | Відбір до ЧС 2018                                  | 1    | 88'      |
| 26-3-2016  | Уагадугу      | Буркіна-Фасо         | 1 – 0              | Уганда               | Відбір до Кубка африканських націй 2017            | -    |          |
| 29-3-2016  | Кампала       | Уганда               | 0 – 0              | Буркіна-Фасо         | Відбір до Кубка африканських націй 2017            | -    | 85' 89'  |
| 4-9-2016   | Уагадугу      | Буркіна-Фасо         | 2 – 1              | Ботсвана             | Відбір до Кубка африканських націй 2017            | -    |          |
| 8-10-2016  | Уагадугу      | Буркіна-Фасо         | 1 – 1              | ПАР                  | Відбір до ЧС 2018                                  | -    | 75'      |
| 7-1-2017   | Марракеш      | Буркіна-Фасо         | 2 – 1              | Малі                 | товариський матч                                   | 1    | 46'      |
| 14-1-2017  | Лібревіль     | Буркіна-Фасо         | 1 – 1              | Камерун              | Кубок африканських націй 2017 - 1-й етап           | -    | 61'      |
| 18-1-2017  | Лібревіль     | Габон                | 1 – 1              | Буркіна-Фасо         | Кубок африканських націй 2017 - 1-й етап           | -    | 54'      |
| 22-1-2017  | Лібревіль     | Гвінея-Бісау         | 0 – 2              | Буркіна-Фасо         | Кубок африканських націй 2017 - 1-й етап           | 1    | 78'      |
| 28-1-2017  | Лібревіль     | Буркіна-Фасо         | 2 – 0              | Туніс                | Кубок африканських націй 2017 - чвертьфінал        | -    | 90+1'    |
| 1-2-2017   | Лібревіль     | Буркіна-Фасо         | 1 – 1 (3 - 4 п.п.) | Єгипет               | Кубок африканських націй 2017 - півфінал           | -    | 86'      |
| 24-3-2017  | Марракеш      | Марокко              | 2 – 0              | Буркіна-Фасо         | товариський матч                                   | -    |          |
| 10-6-2017  | Уагадугу      | Буркіна-Фасо         | 3 – 1              | Ангола               | Відбір до Кубка африканських націй 2019            | 1    |          |
| 2-9-2017   | Дакар         | Сенегал              | 0 – 0              | Буркіна-Фасо         | Відбір до ЧС 2018                                  | -    |          |
| 5-9-2017   | Уагадугу      | Буркіна-Фасо         | 2 – 2              | Сенегал              | Відбір до ЧС 2018                                  | 1    |          |
| 7-10-2017  | Блумфонтейн   | ПАР                  | 3 – 1              | Буркіна-Фасо         | Відбір до ЧС 2018                                  | -    |          |
| 14-11-2017 | Уагадугу      | Буркіна-Фасо         | 4 – 0              | Кабо-Верде           | Відбір до ЧС 2018                                  | -    | 88'      |
| 22-3-2018  | Лімей-Бреванн | Буркіна-Фасо         | 2 – 0              | Гвінея-Бісау         | товариський матч                                   | -    | 75'      |
| 27-3-2018  | Приштина      | Косово               | 2 – 0              | Буркіна-Фасо         | товариський матч                                   | -    | 74'      |
| 27-5-2018  | Яунде         | Камерун              | 0 – 1              | Буркіна-Фасо         | товариський матч                                   | 1    | 87'      |
| 13-10-2018 | Уагадугу      | Буркіна-Фасо         | 3 – 0              | Ботсвана             | Відбір до Кубка африканських націй 2019            | -    | 80'      |
| 16-10-2018 | Франсистаун   | Ботсвана             | 0 – 0              | Буркіна-Фасо         | Відбір до Кубка африканських націй 2019            | -    | 82'      |
| 16-11-2018 | Луанда        | Ангола               | 2 – 1              | Буркіна-Фасо         | Відбір до Кубка африканських націй 2019            | -    | 81'      |
| 22-3-2019  | Уагадугу      | Буркіна-Фасо         | 1 – 0              | Мавританія           | Відбір до Кубка африканських націй 2019            | 1    |          |
| 6-9-2019   | Марракеш      | Марокко              | 1 – 1              | Буркіна-Фасо         | товариський матч                                   | -    |          |
| Усього     |               | Матчів               | 54                 |                      | Голів                                              | 9    |          |

## Особисте життя
Бертран народився у футбольній родині. Його батько Феу Ісай грав в місцевому футбольному клубі «Расінг де Бобо» і представляв країну на міжнародному рівні. Бертран є молодшим з чотирьох дітей. Його другий за старшинством брат, Ален, так само є професійним футболістом і гравцем збірної.

## Титули і досягнення
- Чемпіон Африки (U-17): 2011
- Бронзовий призер Кубка африканських націй: 2017